# Gūgjeh-ye Yeylāq
Gūgjeh-ye Yeylāq (persiska: گويجَۀ يِيلاق, گوگجه ييلاق, Gūgjeh, Gūyjah-ye Yeylāq, گوگجِه) är en ort i Iran.   Den ligger i provinsen Zanjan, i den nordvästra delen av landet, 260 km väster om huvudstaden Teheran. Gūgjeh-ye Yeylāq ligger 2 010 meter över havet och antalet invånare är 843.
Terrängen runt Gūgjeh-ye Yeylāq är huvudsakligen kuperad, men åt nordväst är den platt.Runt Gūgjeh-ye Yeylāq är det ganska tätbefolkat, med 108 invånare per kvadratkilometer. Närmaste större samhälle är Sohrevard, 19,6 km nordväst om Gūgjeh-ye Yeylāq. Trakten runt Gūgjeh-ye Yeylāq består i huvudsak av gräsmarker.